# ایستگاه هاراجوکو
ایستگاه هاراجوکو (به ژاپنی: 原宿駅 Harajuku-eki) بک ایستگاه قطار است که در شیبویا-کو، توکیو در ژاپن واقع شده‌است و توسط شرکت راه‌آهن شرق ژاپن اداره می‌شود.